# Valverde
Valverde este un oraș în Spania.

## Climă
| Date climatice pentru Aeroportul Hierro                                           | Date climatice pentru Aeroportul Hierro | Date climatice pentru Aeroportul Hierro | Date climatice pentru Aeroportul Hierro | Date climatice pentru Aeroportul Hierro | Date climatice pentru Aeroportul Hierro | Date climatice pentru Aeroportul Hierro | Date climatice pentru Aeroportul Hierro | Date climatice pentru Aeroportul Hierro | Date climatice pentru Aeroportul Hierro | Date climatice pentru Aeroportul Hierro | Date climatice pentru Aeroportul Hierro | Date climatice pentru Aeroportul Hierro | Date climatice pentru Aeroportul Hierro |
| Luna                                                                              | Ian                                     | Feb                                     | Mar                                     | Apr                                     | Mai                                     | Iun                                     | Iul                                     | Aug                                     | Sep                                     | Oct                                     | Nov                                     | Dec                                     | Anual                                   |
| --------------------------------------------------------------------------------- | --------------------------------------- | --------------------------------------- | --------------------------------------- | --------------------------------------- | --------------------------------------- | --------------------------------------- | --------------------------------------- | --------------------------------------- | --------------------------------------- | --------------------------------------- | --------------------------------------- | --------------------------------------- | --------------------------------------- |
| Maxima medie °C (°F)                                                              | 20.9 (69,6)                             | 20.8 (69,4)                             | 21.4 (70,5)                             | 21.6 (70,9)                             | 22.6 (72,7)                             | 24.0 (75,2)                             | 25.0 (77)                               | 26.1 (79)                               | 26.5 (79,7)                             | 25.6 (78,1)                             | 23.7 (74,7)                             | 22.2 (72)                               | 23,4 (74,1)                             |
| Media zilnică °C (°F)                                                             | 18.8 (65,8)                             | 18.6 (65,5)                             | 19.0 (66,2)                             | 19.3 (66,7)                             | 20.3 (68,5)                             | 21.7 (71,1)                             | 22.8 (73)                               | 23.7 (74,7)                             | 24.1 (75,4)                             | 23.3 (73,9)                             | 21.6 (70,9)                             | 20.0 (68)                               | 21,1 (70)                               |
| Minima medie °C (°F)                                                              | 16.6 (61,9)                             | 16.4 (61,5)                             | 16.7 (62,1)                             | 17.0 (62,6)                             | 17.9 (64,2)                             | 19.3 (66,7)                             | 20.5 (68,9)                             | 21.3 (70,3)                             | 21.7 (71,1)                             | 20.9 (69,6)                             | 19.5 (67,1)                             | 17.8 (64)                               | 18,8 (65,8)                             |
| Minima istorică °C (°F)                                                           | 8.0 (46,4)                              | 9.0 (48,2)                              | 9.2 (48,6)                              | 10.0 (50)                               | 10.0 (50)                               | 10.0 (50)                               | 14.0 (57,2)                             | 14.2 (57,6)                             | 15.2 (59,4)                             | 11.0 (51,8)                             | 12.0 (53,6)                             | 9.6 (49,3)                              | 8,0 (46,4)                              |
| Precipitații mm (inches)                                                          | 28 (1.1)                                | 29 (1.14)                               | 20 (0.79)                               | 14 (0.55)                               | 2 (0.08)                                | 1 (0.04)                                | 0 (0)                                   | 0 (0)                                   | 2 (0.08)                                | 12 (0.47)                               | 26 (1.02)                               | 33 (1.3)                                | 170 (6,69)                              |
| Umiditate [%]                                                                     | 74                                      | 76                                      | 74                                      | 74                                      | 74                                      | 75                                      | 77                                      | 78                                      | 77                                      | 76                                      | 74                                      | 74                                      | 75                                      |
| Nr. de zile cu precipitații (≥ 1.0 mm)                                            | 3                                       | 2                                       | 3                                       | 1                                       | 0                                       | 0                                       | 0                                       | 0                                       | 0                                       | 2                                       | 2                                       | 4                                       | 19                                      |
| Ore însorite                                                                      | 140                                     | 158                                     | 184                                     | 197                                     | 233                                     | 229                                     | 210                                     | 234                                     | 210                                     | 189                                     | 157                                     | 143                                     | 2.339                                   |
| Sursa nr. 1: Agencia Estatal de Meteorología (normale 1971-2010)                  |                                         |                                         |                                         |                                         |                                         |                                         |                                         |                                         |                                         |                                         |                                         |                                         |                                         |
| Sursa nr. 2: Agencia Estatal de Meteorología (extremele începând cu 1973-prezent) |                                         |                                         |                                         |                                         |                                         |                                         |                                         |                                         |                                         |                                         |                                         |                                         |                                         |